# مایکل بیرن (بازیکن فوتبال، زاده ۱۹۸۵)
مایکل بیرن (انگلیسی: Michael Byrne؛ زادهٔ ۱۴ مهٔ ۱۹۸۵) بازیکن فوتبال در پست مهاجم اهل انگلستان است.

## باشگاهی
از باشگاه‌هایی که در آن بازی کرده‌است می‌توان به باشگاه فوتبال نورتویچ ویکتوریا، و باشگاه فوتبال استوک‌پورت کانتی، باشگاه فوتبال چونبوری، باشگاه فوتبال استالی‌بریج سلتیک و باشگاه فوتبال فارست گرین راورز اشاره کرد.

## تیم ملی
وی همچنین در تیم‌های ملی فوتبال Wales U17 Wales U19 بازی کرده‌است.